# CSP Copa America femminile
La CSP Copa America femminile di hockey su pista è un torneo internazionale organizzata dalla CPRS.

La prima edizione si tenne nel 2006 e venne disputata in Cile; il torneo fu vinto dall'Argentina.

## Albo d'oro
| Anno          | Ospitante         | Finale primo posto | Finale primo posto | Finale primo posto | Finale terzo posto | Finale terzo posto | Finale terzo posto | Numero di squadre |
| Anno          | Ospitante         | Vincitore          | Risultato          | 2º posto           | 3º posto           | Risultato          | 4º posto           | Numero di squadre |
| ------------- | ----------------- | ------------------ | ------------------ | ------------------ | ------------------ | ------------------ | ------------------ | ----------------- |
| 2006 Dettagli | Santiago del Cile | Argentina          | Girone unico       | Cile               | Catalogna          | Girone unico       | Colombia           | 4                 |
| 2007 Dettagli | Santiago del Cile | Cile               | 5 - 4              | Catalogna          | Brasile            | 3 - 1              | Stati Uniti        | 5                 |
| 2010 Dettagli | Vic               | Argentina          | Girone unico       | Catalogna          | Cile               | Girone unico       | Germania           | 8                 |
| 2011 Dettagli | Sertãozinho       | Catalogna          | Girone unico       | Cile               | Brasile            | Girone unico       | Uruguay            | 5                 |

### Riepilogo vittorie per nazionale
| Numero | Nazionale | Anni       |
| ------ | --------- | ---------- |
| 2      | Argentina | 2006, 2010 |
| 1      | Cile      | 2007       |
| 1      | Catalogna | 2011       |

#### Medagliere
| Squadra   | 1º | 2º | 3º | Tot |
| --------- | -- | -- | -- | --- |
| Argentina | 2  | 0  | 0  | 2   |
| Catalogna | 1  | 2  | 1  | 4   |
| Cile      | 1  | 2  | 1  | 4   |
| Brasile   | 0  | 0  | 2  | 2   |